# 토모 밀리체비치
토모 밀리체비치(Tomo Miličević, 1979년 9월 3일 ~ )는 미국의 기타 연주자로, 30 세컨즈 투 마스의 멤버이며, 이바나 밀리체비치의 동생이다.